# Brownsville (Teksas)
Brownsville je grad u američkoj saveznoj državi Teksas. Prema popisu stanovništva iz 2010. u njemu je živjelo 175.023 stanovnika.